# Palazzo Giordani (Parma)

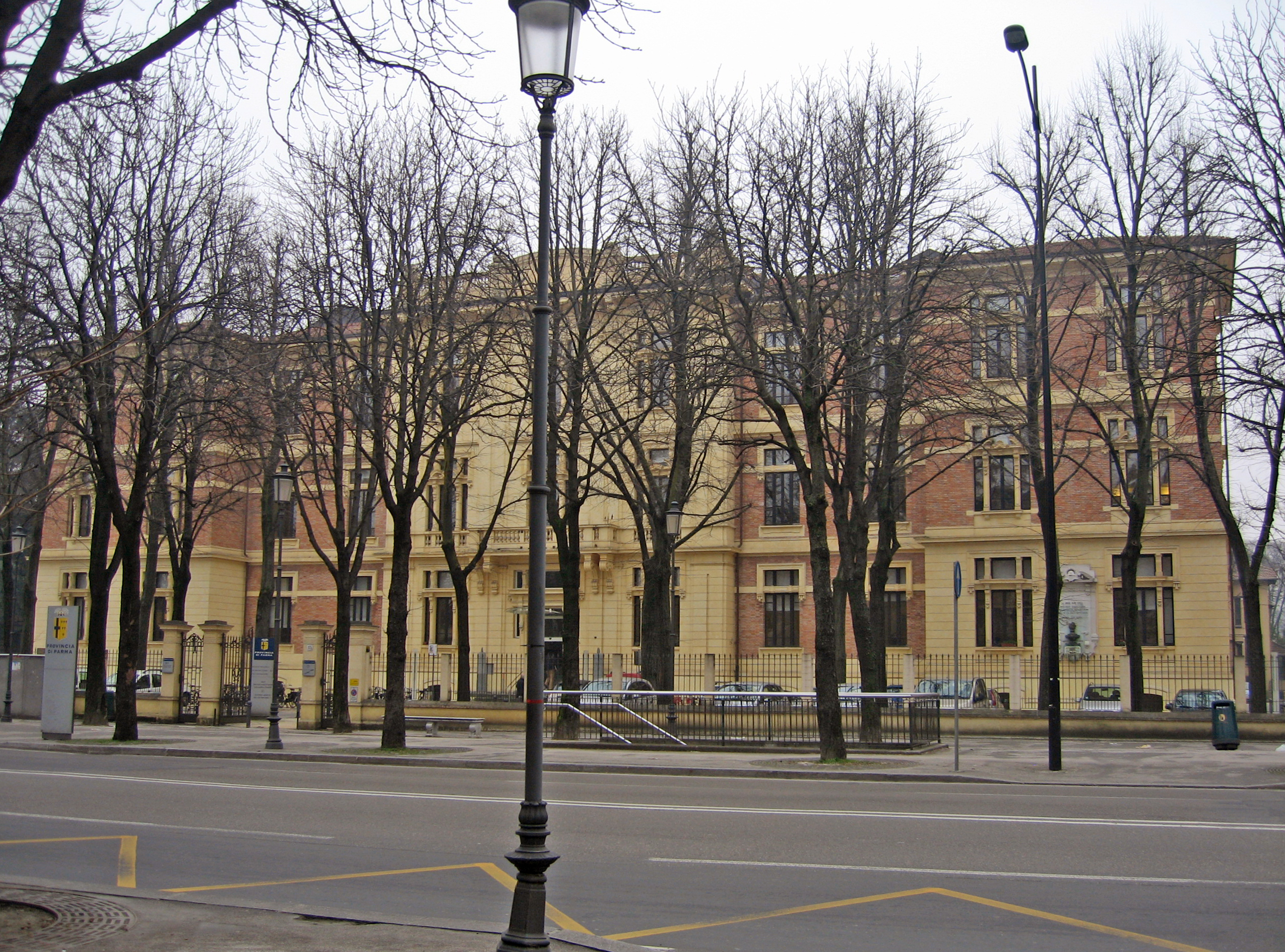
Palazzo Giordano in Parma

Der Palazzo Giordani ist ein Jugendstilpalast in Parma in der italienischen Region Emilia-Romagna. Er liegt in der Stradone Martiri della Libertà 15, nicht weit entfernt vom monumentalen Eingang zur Zitadelle und ist der  Verwaltungssitz der Provinz Parma.

## Geschichte
Der große Palast wurde ab 1921 von Bauingenieur Gustavo Tognetti unter Mithilfe von Bauingenieur Bruno Cornelli erbaut. Den Auftrag dazu hatte das damalige Consorzio per l’assetto edilizio universitario (dt. Konsortium zur Errichtung von Universitätsgebäuden) erteilt, das einen universitären Pavillon für biowissenschaftliche Studien benötigte.
Bereits im darauf folgenden Jahrzehnt wechselte die Nutzung des Palastes und es wurde dort eine Berufsschule untergebracht.
Um 1935 wurde an der Rückseite des Gebäudes ein kleiner Palast für ein Gymnastikstudio angebaut.
Im Zweiten Weltkrieg diente der Palast militärischen Zwecken und insbesondere während der Italienischen Sozialrepublik wurde er auf Befehl deutscher Offiziere als Kaserne für eine italienische SS-Abteilung genutzt.
Nach dem Krieg wurde das Gebäude zu seinem vorherigen Zweck der beruflichen Bildung zurückgeführt und wurde ab 1961 Sitz des Berufsinstituts „Pietro Giordani“, das dort bis ungefähr zur Jahrtausendwende blieb.
Von 2000 bis 2003 wurde der Palast unter der Leitung des Architekten Haig Uluhogian aus Parma vollständig restauriert und anschließend wurden dort einige Büros der Provinzverwaltung Parma untergebracht.
Anfang 2018 zogen in das Gebäude auch die verbleibenden Büros der Provinzverwaltung ein, einschließlich derer des Präsidenten und des Rates, die bis dahin im Palazzo della Provincia am Piazzale della Pace untergebracht waren.

## Beschreibung

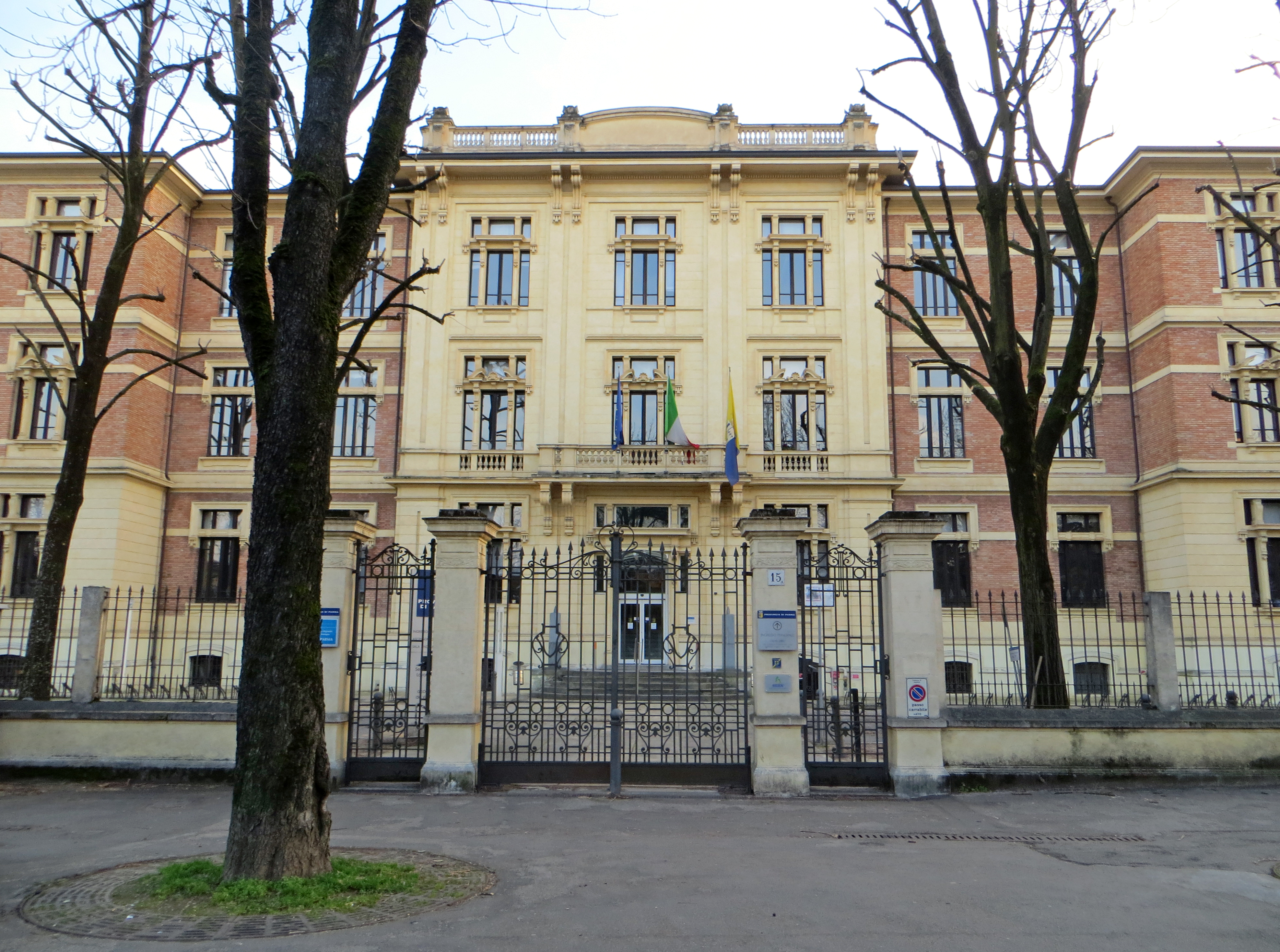
Detail der Fassade

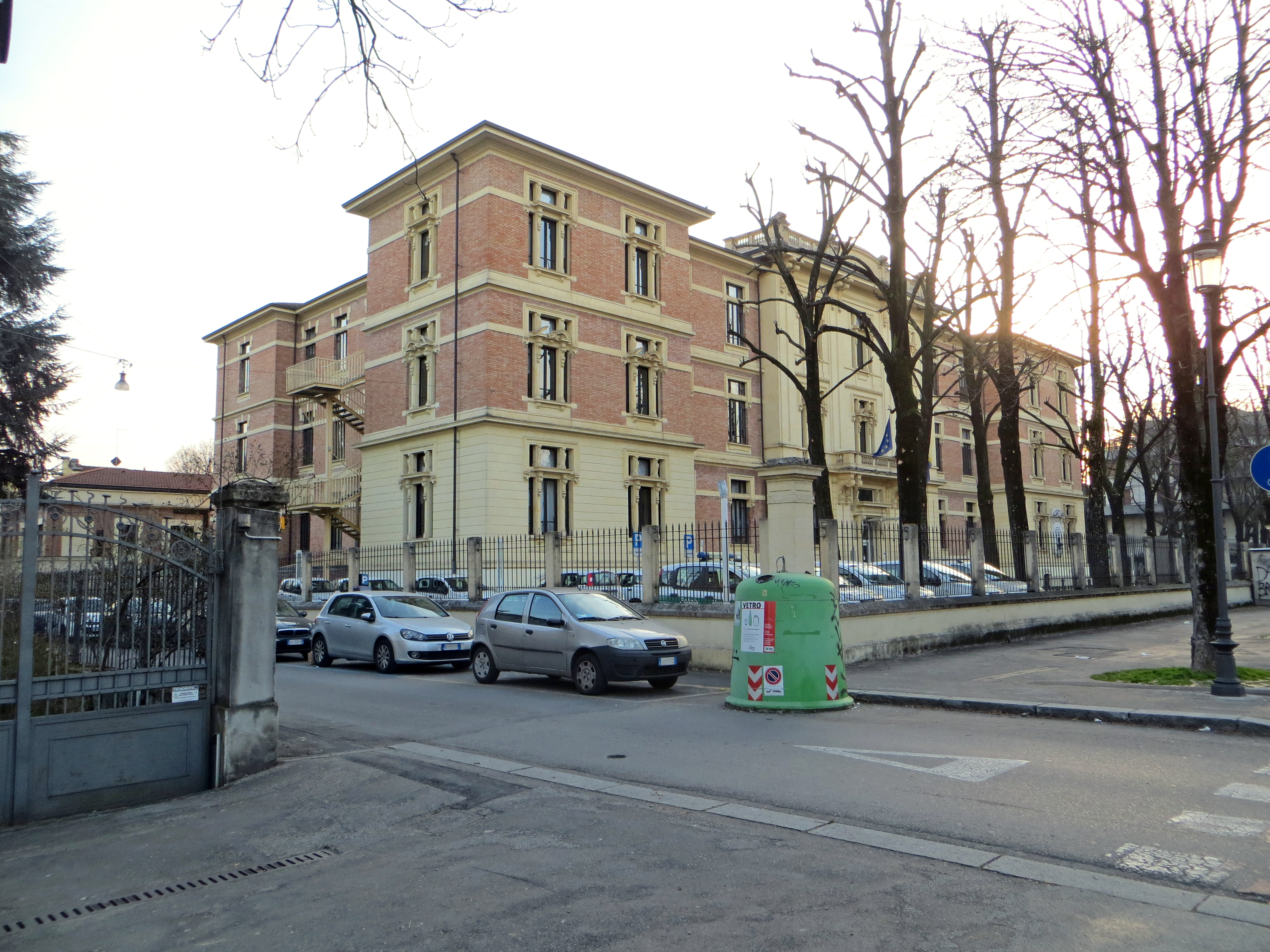
Ostfassade

Der imposante Palast erhebt sich auf einem Gelände von etwa 6000 m² symmetrisch um einen großen Innenhof herum.
Das Jugendstilgebäude mit klassischem Zuschnitt hat ein Tiefparterre, drei Vollgeschosse und ein Dachgeschoss.
Alle Fassaden sind mit Mauerwerk verkleidet und haben Geschosstrennungen und Gesimse in Beton, der gelb gestrichen ist. Die streng symmetrische Hauptansicht verteilt sich auf mehrere Baukörper, deren mittlerer, der leicht vorspringt, vollständig mit farbigem Zementsand bedeckt und mit klassischen Dekorationen verziert ist, darunter auch die doppelten Lisenen in Gigantenanordnung, die dreigeteilten Fenster mit Oberlichten und gebrochenen Bogentympana darüber, die Unterstützungskonsolen des Traufgesimses und die Balustrade ganz oben. Auf den Seiten erheben sich zwei etwas einfachere Flügel, wogegen die hervorspringenden Endflügel durch größere, dekorative Elemente gekennzeichnet sind, darunter dreigeteilte Fenster und die Verkleidung der Erdgeschosse durch farbigen Zementsand.

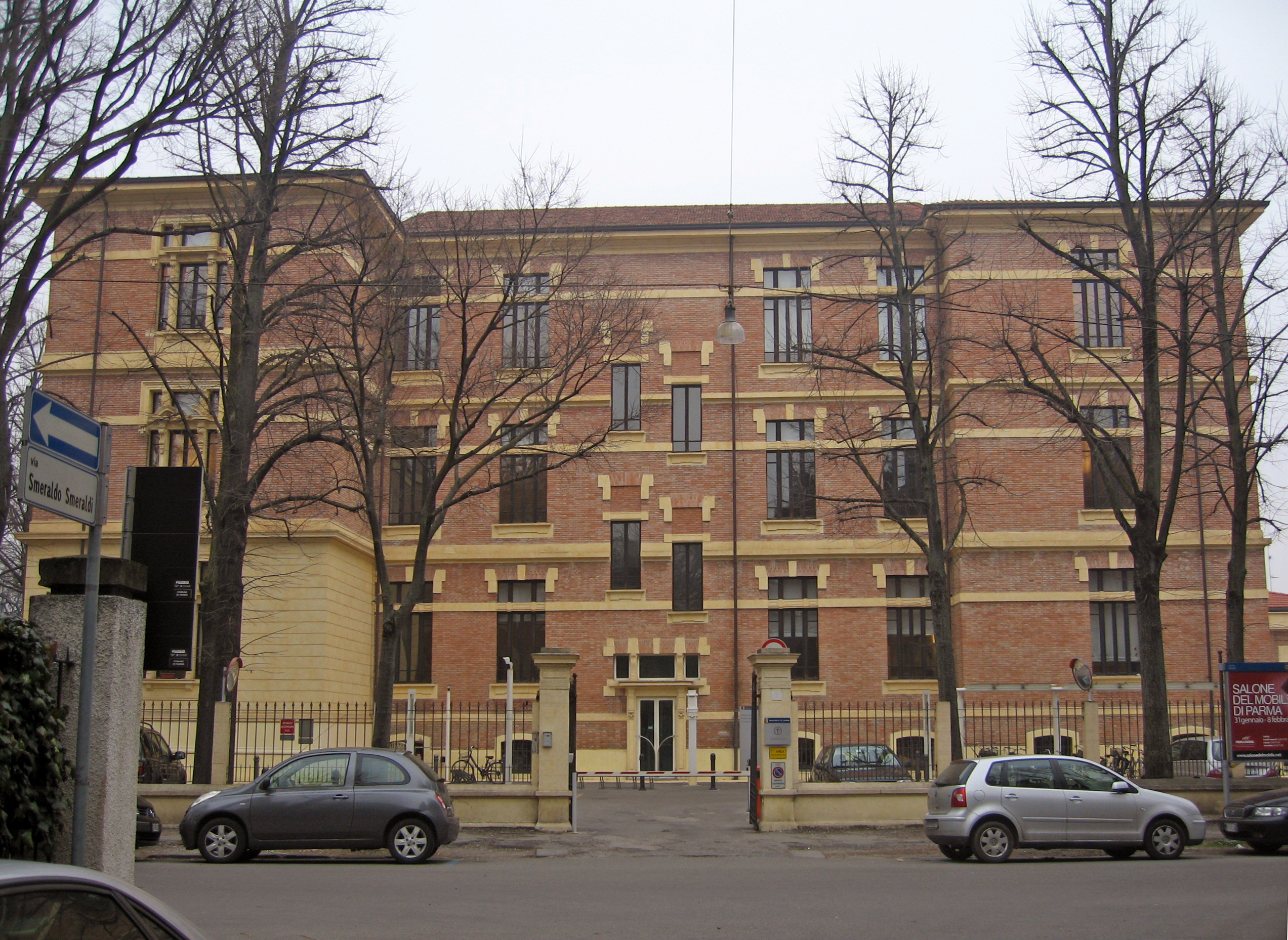
Ostseite

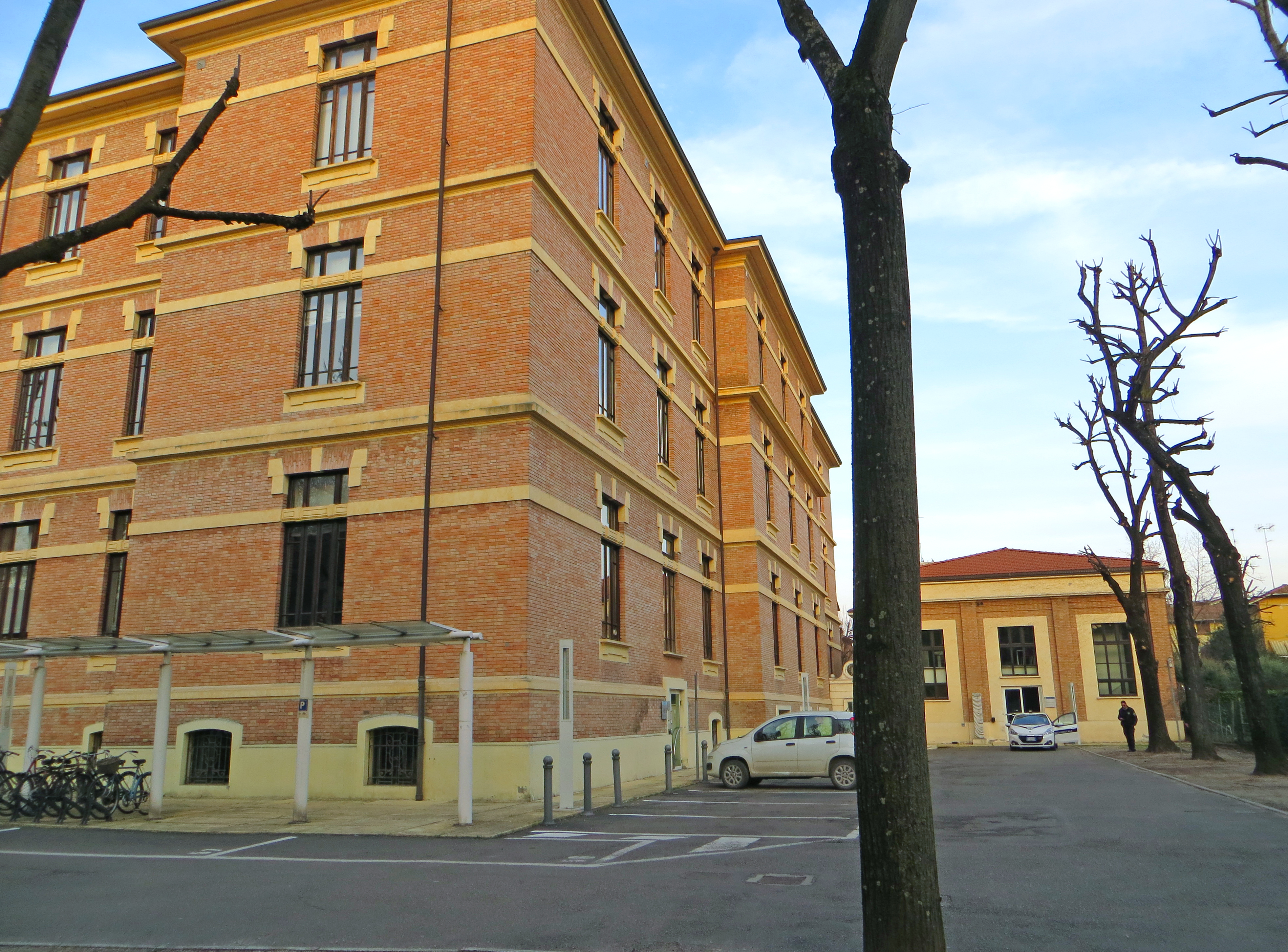
Rückansicht und ehemaliges Gymnastikstudio

In der Mitte hat der Eingang eine Zugangstreppe und ist von einem langen Balkon mit Balustrade überdeckt, der von eleganten Konsolen mit Voluten getragen wird.
Im Inneren führt ein weiterer Treppenzug zum Hochparterre, das sich durch einen wertvollen Marmorboden auszeichnet, dessen Zeichnung zum zentralen Innenhof hin zusammenläuft, der beim letzten Umbau mit einer großen Glaskonstruktion überdeckt wurde, die diesen Raum für temporäre Ausstellungen nutzbar macht.
Die bemerkenswerte Raumhöhe der drei Hauptgeschosse verleiht dem Gebäude einen feierlichen Charakter, verstärkt durch die Weite der Säle und die Größe der Fenster. Daher wurden beim Umbau einige untergeordnete Räume mit Zwischendecken unterteilt.
Der kleine Palast auf der Rückseite, der ursprünglich als Gymnastikstudio diente und dem großen Palast im Stile entspricht, enthält heute neben weiteren Büros einen kleinen Versammlungssaal mit 60 Sitzplätzen, der 2005 nach dem ehemaligen Provinzpräsidenten Andrea Borri benannt wurde.